# Armand Trousseau
Pour les articles homonymes, voir Trousseau (homonymie).
Armand Trousseau, né le 14 octobre 1801 à Tours et mort le 23 juin 1867 à Paris, est un médecin, clinicien et homme politique français.

## Biographie
Ayant une formation initiale de professeur de lettres classiques, il commence ses études médicales dans sa ville natale de Tours sous la tutelle de Pierre Fidèle Bretonneau, avec qui il apprend les méthodes d'observation clinique à l'hôpital général. Il devient docteur en médecine en 1825, puis agrégé de la faculté de médecine de l'université de Paris en 1827.
L'année suivante, le gouvernement le charge d'évaluer les ravages épidémiques dans le centre de la France. Trousseau est dépêché à Gibraltar, par le comité de la recherche sur la fièvre jaune, pour aller examiner des patients.
En 1830, il devient médecin des hôpitaux et, en 1832, il obtient une position dans la santé publique au Bureau central. Il continue sa formation avec Joseph Récamier à l'Hôtel-Dieu comme médecin.
En 1837, l'Académie médicale lui offre un prix honorifique pour ses travaux dans cet hôpital. Deux ans plus tard, Armand Trousseau est nommé à la tête de la chaire en thérapie et en pharmacologie par la faculté de médecine de Paris, et la même année il est transféré à l'hôpital Saint-Antoine.
Trousseau est élu député d'Eure-et-Loir le 23 avril 1848 au sein de l'Assemblée nationale constituante (dans le camp des indépendants) qui est chargée d'établir la nouvelle constitution. Il y fera preuve, durant près d'un an, de sa grande qualité d'orateur, mais il décide rapidement d'arrêter toute vie politique écrivant le 21 mai 1848 à son ami Pierre Bretonneau que « décidément, je ne descendrai plus dans la cuisine quand je voudrais dîner avec appétit ».
En 1850, il devient membre de l'Académie de médecine. Il est le rédacteur du Journal des connaissances médicochirurgicales. Il sera l'un des premiers à appliquer la trachéotomie. Ses observations cliniques de l'Hôtel-Dieu seront éditées plusieurs fois, la première édition datant de 1861-62. Son nom sera donné à la contracture de la main observée notamment lors de crise de spasmophilie qu'il décrira en 1861 (signe de Trousseau).
Un hôpital pour enfants porte son nom à Paris, l'hôpital Armand-Trousseau, ainsi qu'un autre au CHU de Tours. Il existe un square Trousseau à l’ancien emplacement de l’hôpital parisien ainsi qu’une rue Trousseau qui lui est proche.
Il meurt dans le 9e arrondissement de Paris en 1867 d'un cancer gastrique dont il avait lui-même fait le diagnostic six mois plus tôt devant l'apparition d'une thrombose veineuse du membre supérieur (nommée plus tard en son honneur le syndrome de Trousseau dans le cadre d'une hypercoagulabilité para-néoplasique). Il a ce mot célèbre : « Je suis perdu, une phlébite qui vient de se déclarer cette nuit ne me laisse plus aucun doute sur la nature de mon mal. » Il est enterré au cimetière du Père-Lachaise, dans la division no 40.
Il a eu deux enfants, dont Georges Trousseau (en) (1833–1894), lequel, ayant également bénéficié d'une formation de médecin, a terminé ses jours sur l'île d'Hawaï.
Son petit-fils Armand-Henri Trousseau (1856–1910), fils de Georges, est un célèbre ophtalmologue.

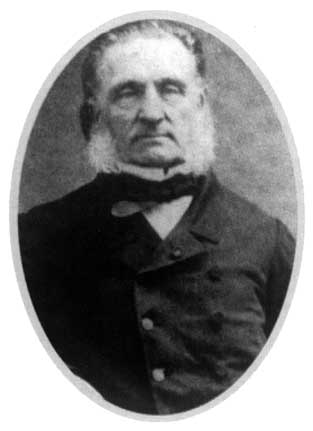
Armand Trousseau
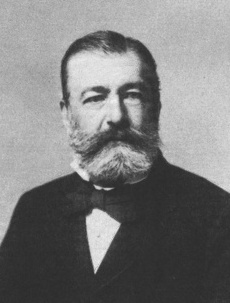
Son fils, Georges Trousseau, médecin
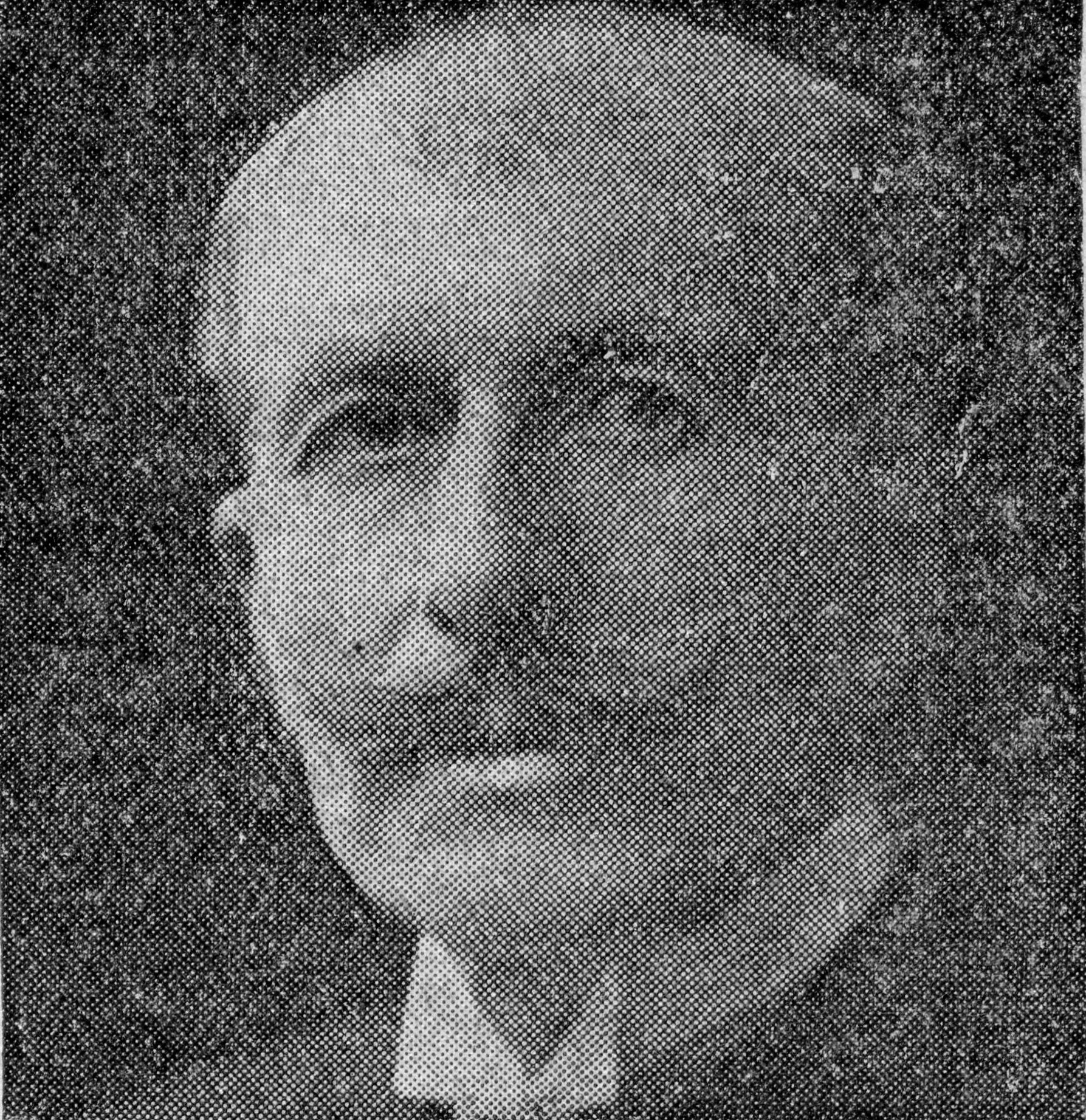
Le petit-fils Armand-Henri Trousseau, ophtalmologue.

## Distinctions
- Commandeur de la Légion d'honneur (1858)

## Œuvres et publications
- [Consultation pour Mlle Mathilde Nonus du 1er mars 1831 à Paris], Archive numérisée en ligne
- « Expériences homéopathiques tentées à l’Hôtel-Dieu de Paris », avec Henri Gouraud, in: Journal des connaissances médico-chirurgicales, 8 (1834): 238-41.
- Traité pratique de la phtisie laryngée, de la laryngite chronique et des maladies de la voix, en collaboration du Dr Hippolyte Belloc, J.-B. Baillière (Paris), 1837,lire en ligne sur Gallica
- Deux nouveaux cas de paracentèse du thorax pratiquée dans la période extrême de la pleurésie aiguë, impr. de P. Dupont (Paris), 1844, in-8° , 11 p., lire en ligne sur Gallica
- [Lettre manuscrite à un collègue en date du 14 février 1844] , Archive numérisée en ligne
- Notice médicale sur les bains de mer du Croisic et sur l'effet thérapeutique des eaux mères, de l'hydrothérapie marine et des bains de sable administrés à l'établissement du Croisic, Labé (Paris), 1855, In-8° , 47 p., lire en ligne sur Gallica
- De la Pleurésie, des ponctions de la poitrine, leçons cliniques faites à l'Hôtel-Dieu par M. Trousseau[recueillies, rédigées et publiées par H. Legrand Du Saulle], L. Leclerc (Paris), 1855, lire en ligne sur Gallica
- De l'épilepsie, leçons cliniques faites à l'Hôtel-Dieu, principales librairies médicales (Paris), 1855, lire en ligne sur Gallica
- De l'épilepsie, leçons cliniques faites à l'Hôtel-Dieu (2e éd.), J. Viat (Paris), 1856, lire en ligne sur Gallica
- Clinique médicale de l'Hôtel-Dieu de Paris, Tome 1, J.-B. Baillière et fils (Paris), 1861-1862, lire en ligne sur Gallica
- Conférences sur l'empirisme, faites à la Faculté de médecine de Paris, les 18 et 25 mai, A. Delahaye (Paris), 1862,in-8° , 58 p., lire en ligne sur Gallica
- Clinique médicale de l'Hôtel-Dieu de Paris, J.-B. Baillière et fils (Paris), 1868 :

1. Tome 1, lire en ligne sur Gallica
2. Tome 2, lire en ligne sur Gallica
3. Tome 3, lire en ligne sur Gallica

- Traité de thérapeutique et de matière médicale, Tome 1, en collaboration de Hermann Pidoux, P. Asselin (Paris), 1875-1877, lire en ligne sur Gallica

- Clinique médicale de l'Hôtel-Dieu de Paris, J.-B. Baillière et fils (Paris), 1885 :

1. Tome 1, lire en ligne sur Gallica
2. Tome 2, lire en ligne sur Gallica

## Bibliographie

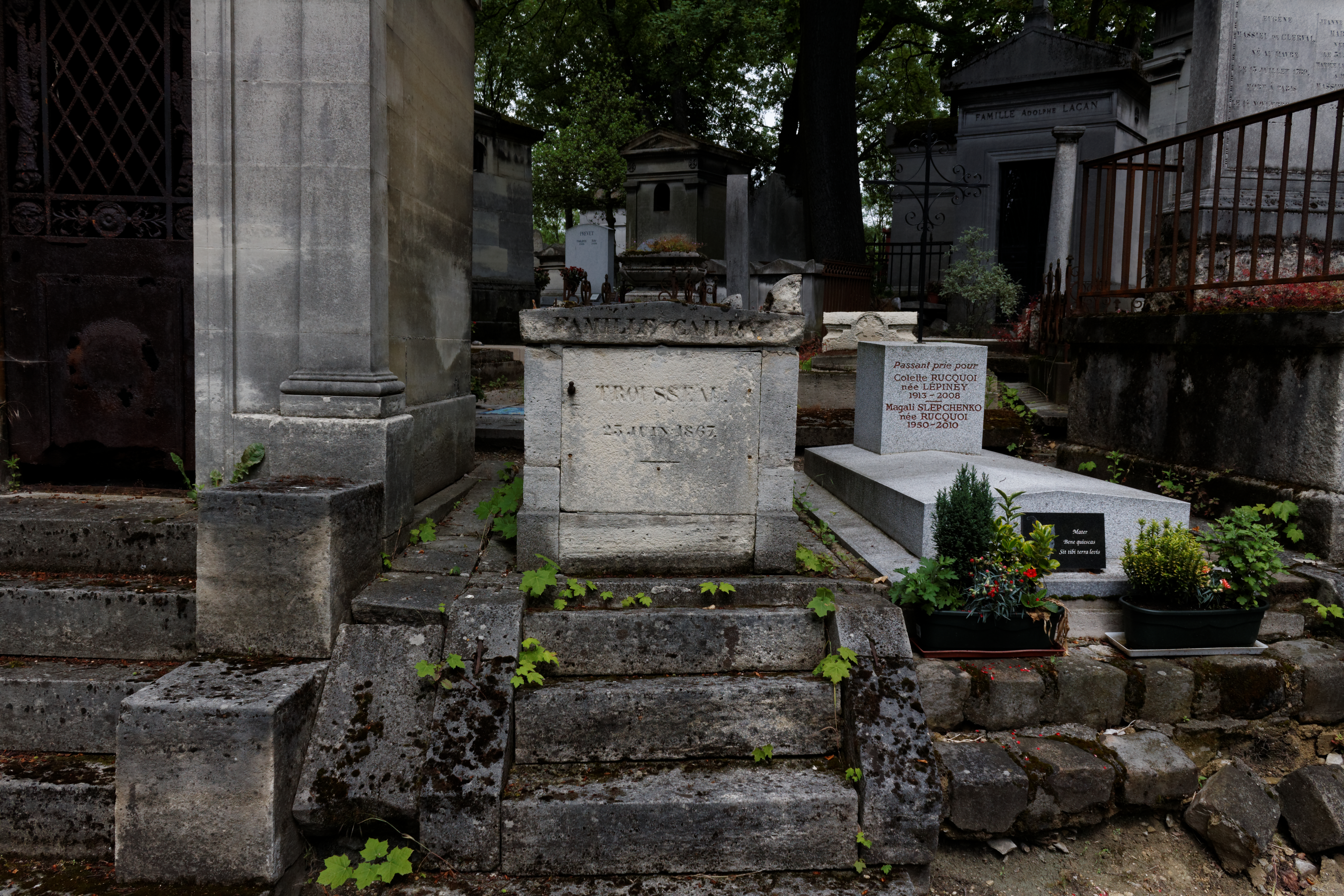
Tombe d'Armand Trousseau au cimetière du Père-Lachaise.

## Éponymie

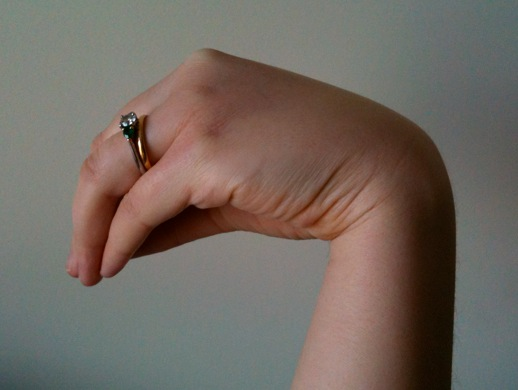
Signe de Trousseau

- Syndrome de Trousseau[4]
- signe ou phénomène de Trousseau[5]
- dilatateur de Trousseau[6]
- canule de Trousseau[7]